# Ignacio Wils

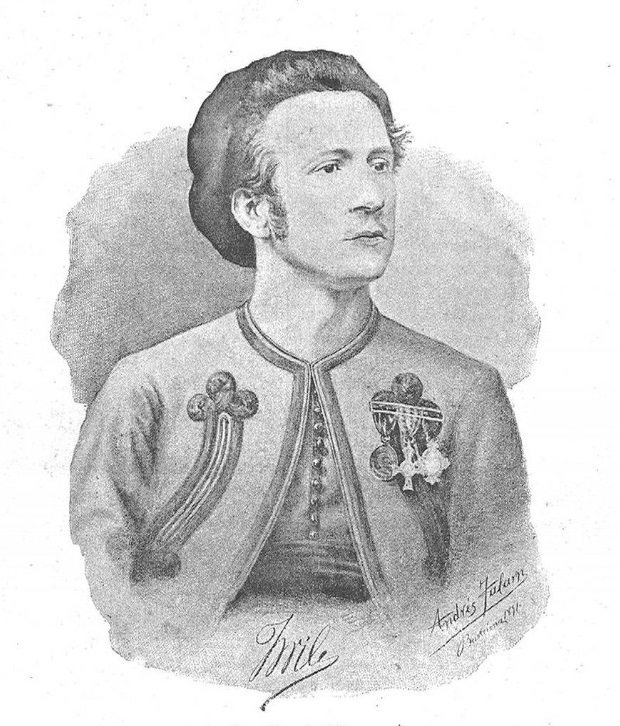
Ignacio Wils

Ignacio Wils (Ravenstein, Países Bajos, 11 de enero de 1849-Igualada, 18 de julio de 1873) fue un militar holandés que combatió en Italia y en España como zuavo pontificio y carlista.

## Biografía
Perteneciente a una familia católica de la aristocracia holandesa, fue oficial de Zuavos pontificios y se distinguió en la defensa de Roma contra las tropas garibaldinas en el mes de septiembre de 1870. Según Edward Kirkpatrick, Wils habría combatido también en la guerra franco-prusiana.
Más tarde entró en España para luchar en la tercera guerra carlista junto con el conde de Coëtlogon y el barón Etmuller, quienes recibieron el apodo de «los tres mosqueteros». Wils mandó en Cataluña el Batallón carlista de Zuavos. Murió cuando los carlistas conquistaron por asalto la población fortificada de Igualada, el día 19 de julio de 1873.
Por su actuación heroica, mereció el reconocimiento tanto de sus compañeros de armas como las mismas tropas republicanas. Francisco de Paula Oller relató de este modo la acción en la que murió Wilhs y por la que pasó a la historia:

También se distinguió el Batallón de Zuavos, creado a imitación de los pontificios por el Infante Don Alfonso, y en el que había algunos oficiales extranjeros que habían servido con S. A. R. en Roma. Uno de ellos, el holandés Wilhs, mandaba el Batallón. En los momentos en que trataba de tomar una barricada que defendían tenazmente los republicanos, Wilhs manda, para animar a los zuavos, desplegar la bandera del Batallón, que ostentaba el Sagrado Corazón de Jesús, y marchar con ella al asalto. El abanderado es muerto por una descarga que le hace el enemigo; Wilhs recoge entonces la bandera teñida en sangre, la enseña a sus soldados, y con ella en la mano se dirige hacia el enemigo; pero cae atravesado.

Antes de morir arroja la bandera a la barricada donde estaban los republicanos, exclamando ya en la agonía ¡Donde va la bandera van los zuavos! y, efectivamente, los zuavos, aún más enardecidos con la muerte de su heroico jefe, asaltan incontrastables la barricada, se apoderan de ella, recuperan la bandera, y vengan así la muerte de aquel bravo católico que había sabido aprovechar su juventud en hacer pública y heroica confesión de su fé, lo mismo en defensa del Papa, primero, que proclamando, después, los principios religiosos enfrente de los delirios revolucionarios imperantes a la sazón en España.